# Aleksandr Popov (film)
Aleksandr Popov (Александр Попов) è un film del 1949 diretto da Gerbert Moricevič Rappaport e Viktor Vladislavovič Ėjsymont.